# Cyber Monday
El Cyber Monday o Ciberdilluns és un terme de màrqueting pel dilluns després del dia festiu d'Acció de Gràcies dels Estats Units. El terme va ser creat per empreses de màrqueting perquè els consumidors compressin per internet. Ellen Davis i Scott Silverman van crear el terme el 28 de novembre de 2005 en una nota de premsa de Shop.org titulada Cyber Monday. De seguida va esdevenir un dels dies amb més compres per internet.
El Ciberdilluns ha esdevingut l'equivalent en línia al divendres Negre però normalment per a pàgines web més petites que volen competir d'aquesta manera amb les més grans. Des de la seva creació, ha esdevingut un terme de màrqueting internacional utilitzat per detallistes en línia a través del món.
El 2017, les vendes en línia del Cyber Monday van créixer fins a un rècord de 6.590 milions de dòlars, en comparació amb els 2.980 milions de dòlars el 2015 i els 2.650 milions de dòlars el 2014. No obstant això, el valor mitjà de la comanda va ser de 128 dòlars, lleugerament inferior als 160 dòlars del 2014. El Cyber Monday del 30 de novembre de 2020 va ser el dia de compres en línia més gran de la història dels Estats Units amb un total de 10.700 milions de dòlars en despesa en línia.